# Flughafen Phu Cat

i8
i11
i13
Der Flughafen Phu Cat (vietnamesisch Sân bay Phù Cát, IATA-Code: UIH, ICAO-Code: VVPC) ist ein Flughafen nahe der Stadt Quy Nhơn in Vietnam, Asien.
Der Flughafen entstand 1966 im Vietnamkrieg durch die USA und wurde nach 1975 von den vietnamesischen Streitkräften genutzt und zu einem regionalen Verkehrsflughafen umgebaut.